# Michael Gough
Francis Michael Gough (23 november 1916 - 17 maart 2011) was een Engelse acteur.
Hij zat van 1946 tot aan zijn dood in 2011 in het vak.
Hij is bij het grote publiek vooral bekend van zijn rol als Alfred Pennyworth in vier Batmanfilms; de originele Batmanfilm uit 1989, Batman Returns, Batman Forever en Batman & Robin. Deze rol werd overgenomen door Michael Caine in de latere Batman-films.
Ook had hij een rol in de film Out of Africa, Sleepy Hollow en deed hij een stem in Corpse Bride. Hij heeft in 5 films van Tim Burton gespeeld en in totaal hij heeft hij ongeveer in 100 films gespeeld. Waaronder in 1958 als Arthur in Dracula (1958)" met Christopher Lee als graaf Dracula.
Zijn laatste film was in 2010, toen deed hij de stem van de dodo in Tim Burtons Alice in Wonderland.
- Biblioteca Nacional de España: XX1646084
- Bibliothèque nationale de France: cb13948678g (data)
- Gemeinsame Normdatei: 120503069
- International Standard Name Identifier: 0000 0001 2118 8346
- Library of Congress Control Number: n87922127
- MusicBrainz: 6503b44f-e921-4e48-849c-70660e5bf438
- Nationale Bibliotheek van Tsjechië: xx0178245
- Nationale Bibliotheek van Israël: 987007392984105171
- Istituto Centrale per il Catalogo Unico: SBLV023169
- SNAC: w6p87gxb
- Système universitaire de documentation: 085504718
- Virtual International Authority File: 5123507
- WorldCat: E39PBJjhGb9xBqRC64RmDM4jG3